# 冀玉华
冀玉华（1979年5月26日—）出生于辽宁省鞍山市，毕业于辽宁大学，为中国中央电视台节目主持人。

## 简介
1979年，冀玉华出生于辽宁省鞍山市。
1994年，冀玉华考入鞍山市第三中学。
1997年，冀玉华考入辽宁大学，在广播影视学院攻读四年。
2001年，冀玉华分配到中国中央电视台工作。

## 作品
- 《健康之路》
- 《中国文艺》
- 《美术星空》
- 《家园》
- 《绿色空间》
- 《中国汉字听写大会》

## 奖项
2000年，荣获“荣事达”杯第五名。
2001年，荣获“荣事达”杯优秀奖。